# ࢡ
Bāʾ hamza suscrit ‹ ࢡ › est une lettre additionnelle de l’alphabet arabe utilisée dans l’écriture du fulfulde au Cameroun. Elle est composée d’un bāʾ ‹ ب › diacrité d’un hamza suscrit.

## Utilisation
En fulfude écrit avec l’alphabet arabe au Cameroun, ‹ ࢡ › représente une consonne occlusive injective bilabiale voisée [ɓ]. Elle est transcrite B crocheté ‹ ɓ › avec l’alphabet latin.